# Präsidentschaftswahl in Turkmenistan 1992

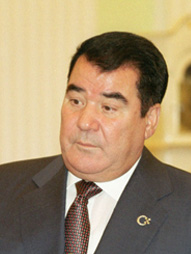
Wahlsieger und langjähriger Präsident Saparmyrat Nyýazow

Die Präsidentschaftswahl in Turkmenistan 1992 war die erste Präsidentschaftswahl in der Geschichte des unabhängigen Turkmenistans und fand am 21. Juni 1992 statt. Wahlsieger wurde Saparmyrat Nyýazow, der das Land ab diesem Zeitpunkt bis zu seinem Tod im Jahr 2006 autoritär regierte.

## Hintergrund
Nyýazow im Oktober 1990 in einer Wahl ohne Gegenkandidaten zum Präsidenten der Turkmenischen Sozialistischen Sowjetrepublik gewählt und war bis Ende August 1991 Mitglied im Politbüro der Kommunistischen Partei der Sowjetunion. Nach dem Augustputsch in Moskau trat er aus der Kommunistischen Partei aus und gab deren Auflösung in Turkmenistan bekannt. Die neue starke Partei in Turkmenistan wurde die Demokratische Partei Turkmenistans, an deren Spitze Nyýazow stand. Im Mai 1992 nahm Turkmenistan eine neue Verfassung an, die eine dominante Rolle des Präsidenten in der nationalen Politik festlegt.

## Ergebnis
Nyýazow trat als einziger Kandidat bei der Präsidentschaftswahl an. Nach offiziellen Angaben entfielen bei einer Wahlbeteiligung von 99,8 % mit 99,5 % nahezu alle Stimmen auf den einzigen Kandidaten Nyýazow von der Demokratischen Partei Turkmenistans. Durch das Ergebnis der Wahl wurde Saparmyrat Nyýazow zum ersten Präsidenten Turkmenistans.

## Folgen
Die Präsidentschaftswahl in Turkmenistan 1992 war der offizielle Beginn der Präsidentschaft Nyýazows, die bis erst mit seinem Tod am 21. Dezember 2006 endete. Seine eigentlich auf fünf Jahre ausgelegte Amtszeit wurde in einem Referendum im Januar 1994 bis 2002 verlängert, ehe das turkmenische Parlament 1999 einer Präsidentschaft auf Lebenszeit für Nyýazow zustimmte. So konnte dieser nach der Wahl 1992 ohne weitere Präsidentschaftswahlen bis zu seinem Tod Staatsoberhaupt Turkmenistans bleiben. Bald nach seiner Wahl festige Nyýazow seine Machtposition durch die Ausschaltung innerparteilicher Rivalen. Des Weiteren wurde seine Rolle im politischen System des Landes durch die Übertragung weiterer Kompetenzen vom Parlament auf den Präsidenten gestärkt.